# Хайме Гонсалес
Хайме Гонсалес Ортіс (ісп. Jaime González Ortiz, нар. 1 квітня 1938) — колумбійський футболіст, що грав на позиції захисника, зокрема, за клуби «Америка де Калі» та «Мільйонаріос», а також національну збірну Колумбії.

## Клубна кар'єра
У дорослому футболі дебютував 1960 року виступами за команду «Америка де Калі», в якій провів три сезони, взявши участь у 109 матчах чемпіонату.  Більшість часу, проведеного у складі «Америка де Калі», був основним гравцем захисту команди.
Своєю грою за цю команду привернув увагу представників тренерського штабу клубу «Мільйонаріос», до складу якого приєднався 1964 року. Відіграв за команду з Боготи наступні три сезони своєї ігрової кар'єри. Граючи у складі «Мільйонаріос» також здебільшого виходив на поле в основному складі команди.
Згодом з 1968 по 1970 рік грав у складі команд «Депортіво Перейра» та «Депортес Толіма».
Завершив ігрову кар'єру у команді «Депортіво Перейра», до якої повернувся 1971 року і кольори якої захищав до припинення виступів на професійному рівні у 1971.

## Виступи за збірну
1962 року дебютував в офіційних матчах у складі національної збірної Колумбії. Протягом кар'єри у національній команді, яка тривала 2 роки, провів у її формі 7 матчів.
У складі збірної був учасником першого в її історії чемпіонату світу 1962 року в Чилі, де взяв участь у всіх трьох іграх групового етапу, який колумбійцям подолати не вдалося.